# Verneuil-sur-Serre
Pour les articles homonymes, voir Verneuil.
Verneuil-sur-Serre est une commune française située dans le département de l'Aisne, en région Hauts-de-France.

## Géographie
- 1Carte dynamique
- 2Carte OpenStreetMap
- 3Carte topographique
- 4Carte avec les communes environnantes

Malgré son nom, Verneuil-sur-Serre n'est pas baignée par la Serre, mais par le ru des Barentons.

### Hydrographie
La commune est située dans le bassin Seine-Normandie. Elle n'est drainée par aucun cours d'eau,.

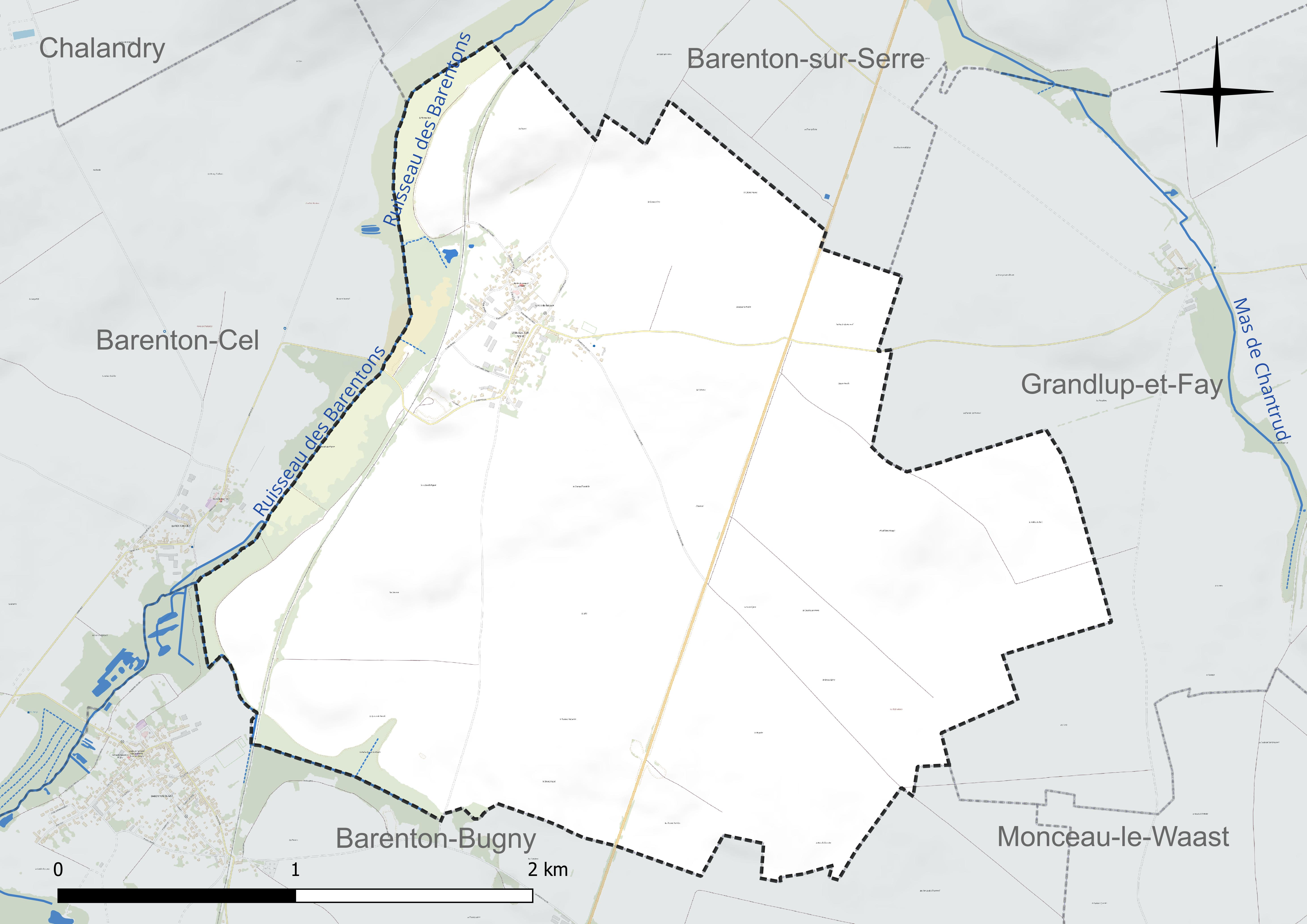
Réseau hydrographique de Verneuil-sur-Serre.

### Climat
Pour des articles plus généraux, voir Climat des Hauts-de-France et Climat de l'Aisne.
En 2010, le climat de la commune est de type climat océanique dégradé des plaines du Centre et du Nord, selon une étude du CNRS s'appuyant sur une série de données couvrant la période 1971-2000. En 2020, Météo-France publie une typologie des climats de la France métropolitaine dans laquelle la commune est exposée à un climat océanique altéré et est dans la région climatique Nord-est du bassin Parisien, caractérisée par un ensoleillement médiocre, une pluviométrie moyenne régulièrement répartie au cours de l'année et un hiver froid (3 °C).
Pour la période 1971-2000, la température annuelle moyenne est de 10,3 °C, avec une amplitude thermique annuelle de 15,1 °C. Le cumul annuel moyen de précipitations est de 728 mm, avec 11,8 jours de précipitations en janvier et 9 jours en juillet. Pour la période 1991-2020, la température moyenne annuelle observée sur la station météorologique la plus proche, située sur la commune d'Aulnois-sous-Laon à 6 km à vol d'oiseau, est de 11,0 °C et le cumul annuel moyen de précipitations est de 685,6 mm,. Pour l'avenir, les paramètres climatiques de la commune estimés pour 2050 selon différents scénarios d'émission de gaz à effet de serre sont consultables sur un site dédié publié par Météo-France en novembre 2022.

## Urbanisme

### Typologie
Au 1er janvier 2024, Verneuil-sur-Serre est catégorisée commune rurale à habitat dispersé, selon la nouvelle grille communale de densité à 7 niveaux définie par l'Insee en 2022.
Elle est située hors unité urbaine. Par ailleurs la commune fait partie de l'aire d'attraction de Laon, dont elle est une commune de la couronne,. Cette aire, qui regroupe 106 communes, est catégorisée dans les aires de 50 000 à moins de 200 000 habitants,.

### Occupation des sols
L'occupation des sols de la commune, telle qu'elle ressort de la base de données européenne d'occupation biophysique des sols Corine Land Cover (CLC), est marquée par l'importance des territoires agricoles (88,1 % en 2018), une proportion identique à celle de 1990 (88,1 %). La répartition détaillée en 2018 est la suivante : 
terres arables (88,1 %), zones humides intérieures (5,6 %), zones urbanisées (4 %), forêts (2,3 %).
L'évolution de l'occupation des sols de la commune et de ses infrastructures peut être observée sur les différentes représentations cartographiques du territoire : la carte de Cassini (XVIIIe siècle), la carte d'état-major (1820-1866) et les cartes ou photos aériennes de l'IGN pour la période actuelle (1950 à aujourd'hui).

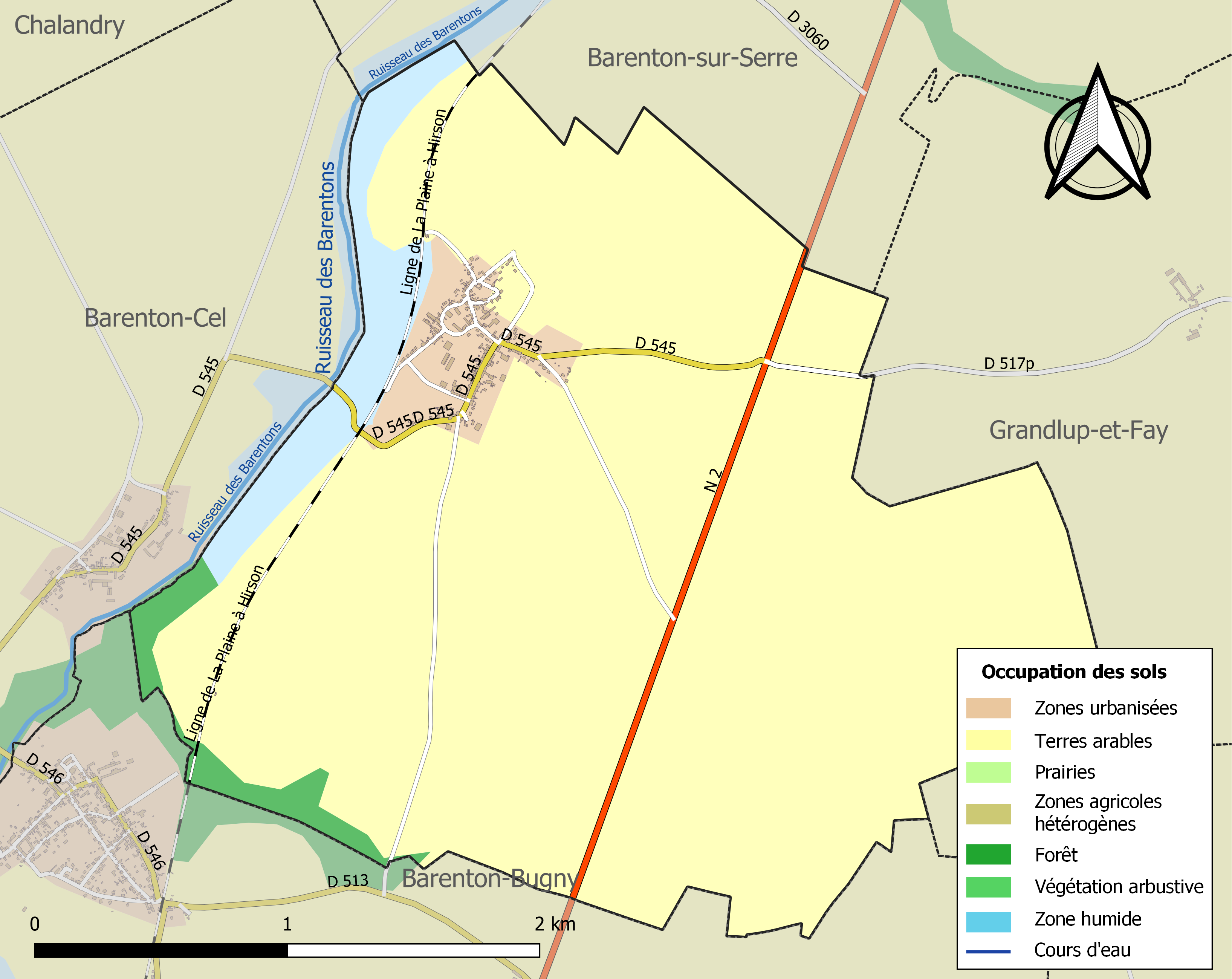
Carte de l'occupation des sols de la commune en 2018 (CLC).

## Toponymie
Le nom de la localité est attesté sous les formes Vernolium (1261) ; Verneul (1337) ; Verneul-sur-Sere (1339) ; Vernolium-suprà-Seram (1340) ; Vernuel (1346) ; Vernuel-sur-Sere, Vernuel-sur-Cère (1389) ; Verneil (XIVe siècle) ; Vernueil-sur-Sere (1411) ; Vernueyeil-sur-Sere (1416) ; Verneuil-sur-Sele (1499) ; Verneul-sur-Serre (1518) ; Verneulle (1521) ; Vernœuil-sur-Sere (1540) ; Verneuille-sur-Sere (1600).

On relève en Picardie un nombre important de lieux évoquant des arbres des arbustes ou des types de végétations. Pour l'Aisne, 68 communes tirent leur origine toponymique des arbres.

Verneuil se décompose en deux éléments gaulois (celtique) : le terme *uerno- « marécage, aulne » (cf. breton gwern, irlandais fern), resté dans les termes dialectaux verne et vergne, sortes d'aulnes. L'aulne, arbre tutélaire des gaulois qui affectionnaient les lieux humides, est représenté par le gaulois verno, adopté par le roman.
 
Le second élément est un appellatif toponymique également d'origine celtique *ialon, latinisé en -ialum, et qui signifie initialement « espace découvert par un défrichement », « essart », puis par extension « village » (cf. gallois tir ial « espace découvert ») et qui a donné les finales -ueil / -euil en langue d'oïl et -(u)éjol / -(u)éjoul, etc. en langue d'oc.
La Serre est une rivière française, affluent de la rive gauche de l'Oise, donc sous-affluent de la Seine. Elle coule dans les départements des Ardennes et de l'Aisne, dans les anciennes régions Picardie et Champagne-Ardenne, donc dans les nouvelles régions Hauts-de-France et Grand-Est (bien que la commune n'est pas traversée par la rivière).

Le nom Serre est issu d'un mot celtique pour plusieurs toponymistes comme Albert Dauzat, Ernest Nègre, Charles Rostaing. Le nom vient d'une variante féminine d'un radical pré-celtique ser signifiant « couler, mouvoir rapidement et violemment »,. Une racine indo-européenne *ser- de même signification a été conjecturée,. On retrouve une origine étymologique similaire avec la Sarre et la Sère.

## Histoire

### Circonscriptions d'Ancien Régime
Diocèse : Laon • 
Intendance : Soissons • 
Élection (1789) : Laon • 
Parlement : Paris.

## Politique et administration

### Découpage territorial
La commune de Verneuil-sur-Serre est membre de la communauté de communes du Pays de la Serre, un établissement public de coopération intercommunale (EPCI) à fiscalité propre créé le 17 décembre 1992 dont le siège est à Crécy-sur-Serre. Ce dernier est par ailleurs membre d'autres groupements intercommunaux.
Sur le plan administratif, elle est rattachée à l'arrondissement de Laon, au département de l'Aisne et à la région Hauts-de-France. Sur le plan électoral, elle dépend du  canton de Marle pour l'élection des conseillers départementaux, depuis le redécoupage cantonal de 2014 entré en vigueur en 2015, et de la première circonscription de l'Aisne  pour les élections législatives, depuis le dernier découpage électoral de 2010.

### Administration municipale
| Période                                  | Période                       | Identité           | Étiquette | Qualité                                                                   |
| ---------------------------------------- | ----------------------------- | ------------------ | --------- | ------------------------------------------------------------------------- |
| Les données manquantes sont à compléter. |                               |                    |           |                                                                           |
| avant 1981                               | ?                             | Alain Dieu         |           |                                                                           |
| mars 2001                                | mars 2008                     | Jean-Claude Leviel |           |                                                                           |
| mars 2008                                | octobre 2014                  | Patrick Lallement  |           | Vice-président de la CC du Pays de Serre (2008 → 2014) Décédé en fonction |
| janvier 2015                             | En cours (au 14 juillet 2020) | Pascal Druet       |           | Réélu pour le mandat 2020-2026                                            |

## Démographie
L'évolution du nombre d'habitants est connue à travers les recensements de la population effectués dans la commune depuis 1793. Pour les communes de moins de 10 000 habitants, une enquête de recensement portant sur toute la population est réalisée tous les cinq ans, les populations de référence des années intermédiaires étant quant à elles estimées par interpolation ou extrapolation. Pour la commune, le premier recensement exhaustif entrant dans le cadre du nouveau dispositif a été réalisé en 2008.

En 2022, la commune comptait 255 habitants, en évolution de +2,41 % par rapport à 2016 (Aisne : −1,97 %, France hors Mayotte : +2,11 %).
| 1793 | 1800 | 1806 | 1821 | 1831 | 1836 | 1841 | 1846 | 1851 |
| ---- | ---- | ---- | ---- | ---- | ---- | ---- | ---- | ---- |
| 223  | 221  | 254  | 297  | 361  | 372  | 357  | 372  | 394  |

| 1856 | 1861 | 1866 | 1872 | 1876 | 1881 | 1886 | 1891 | 1896 |
| ---- | ---- | ---- | ---- | ---- | ---- | ---- | ---- | ---- |
| 372  | 350  | 355  | 371  | 373  | 368  | 380  | 346  | 312  |

| 1901 | 1906 | 1911 | 1921 | 1926 | 1931 | 1936 | 1946 | 1954 |
| ---- | ---- | ---- | ---- | ---- | ---- | ---- | ---- | ---- |
| 272  | 290  | 290  | 263  | 279  | 272  | 269  | 279  | 277  |

| 1962 | 1968 | 1975 | 1982 | 1990 | 1999 | 2006 | 2008 | 2013 |
| ---- | ---- | ---- | ---- | ---- | ---- | ---- | ---- | ---- |
| 269  | 238  | 243  | 265  | 259  | 253  | 267  | 271  | 252  |

| 2018 | 2022 | - | - | - | - | - | - | - |
| ---- | ---- | - | - | - | - | - | - | - |
| 258  | 255  | - | - | - | - | - | - | - |

## Lieux et monuments
L'église Saint-Rémi, datant du XIIIe siècle, fut préservée par la commune et conserve aujourd'hui sa fonction religieuse. L'ancien presbytère fut vendu à un particulier et réaménagé en maison individuelle.

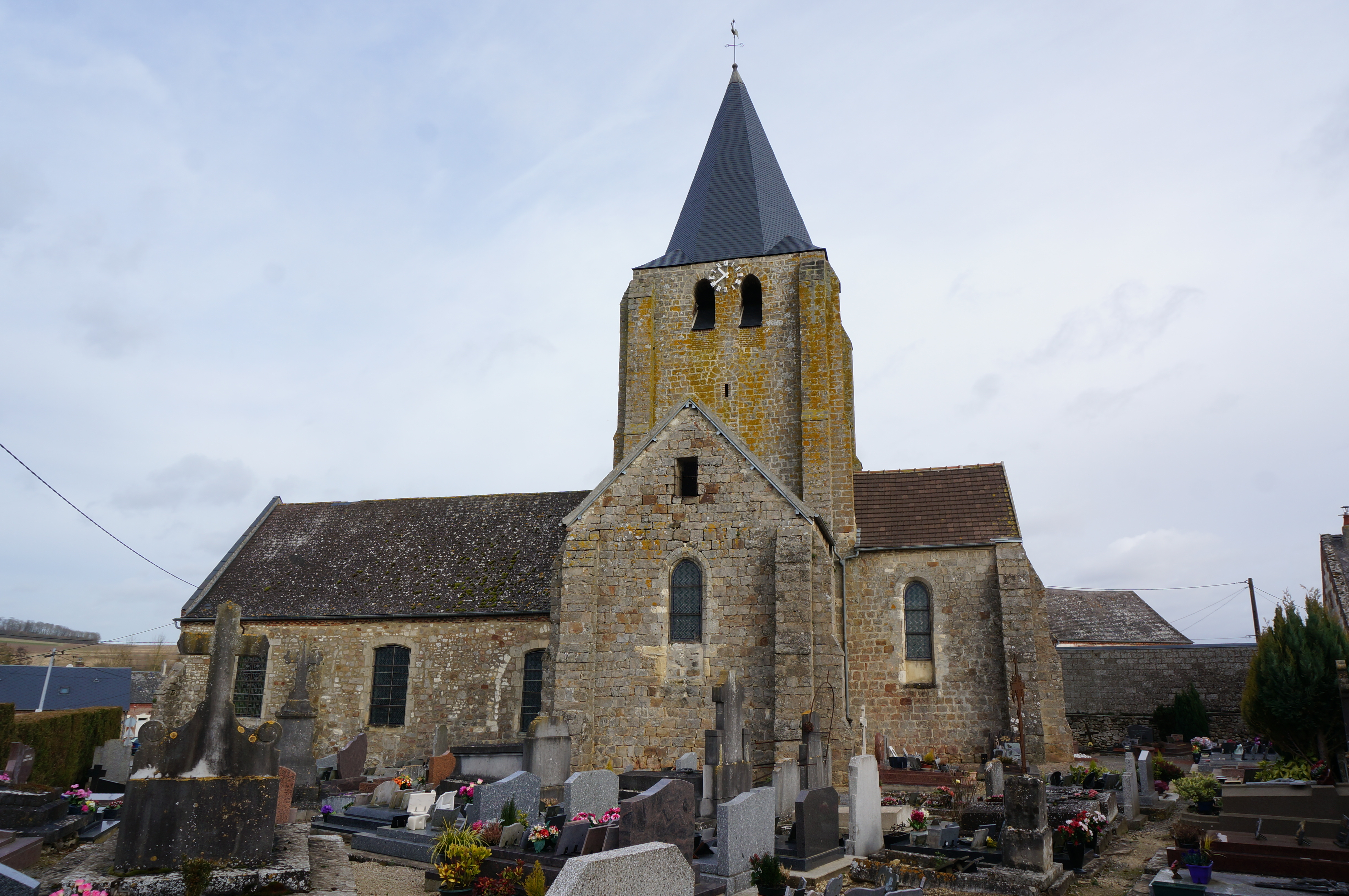
L'église entourée du cimetière.
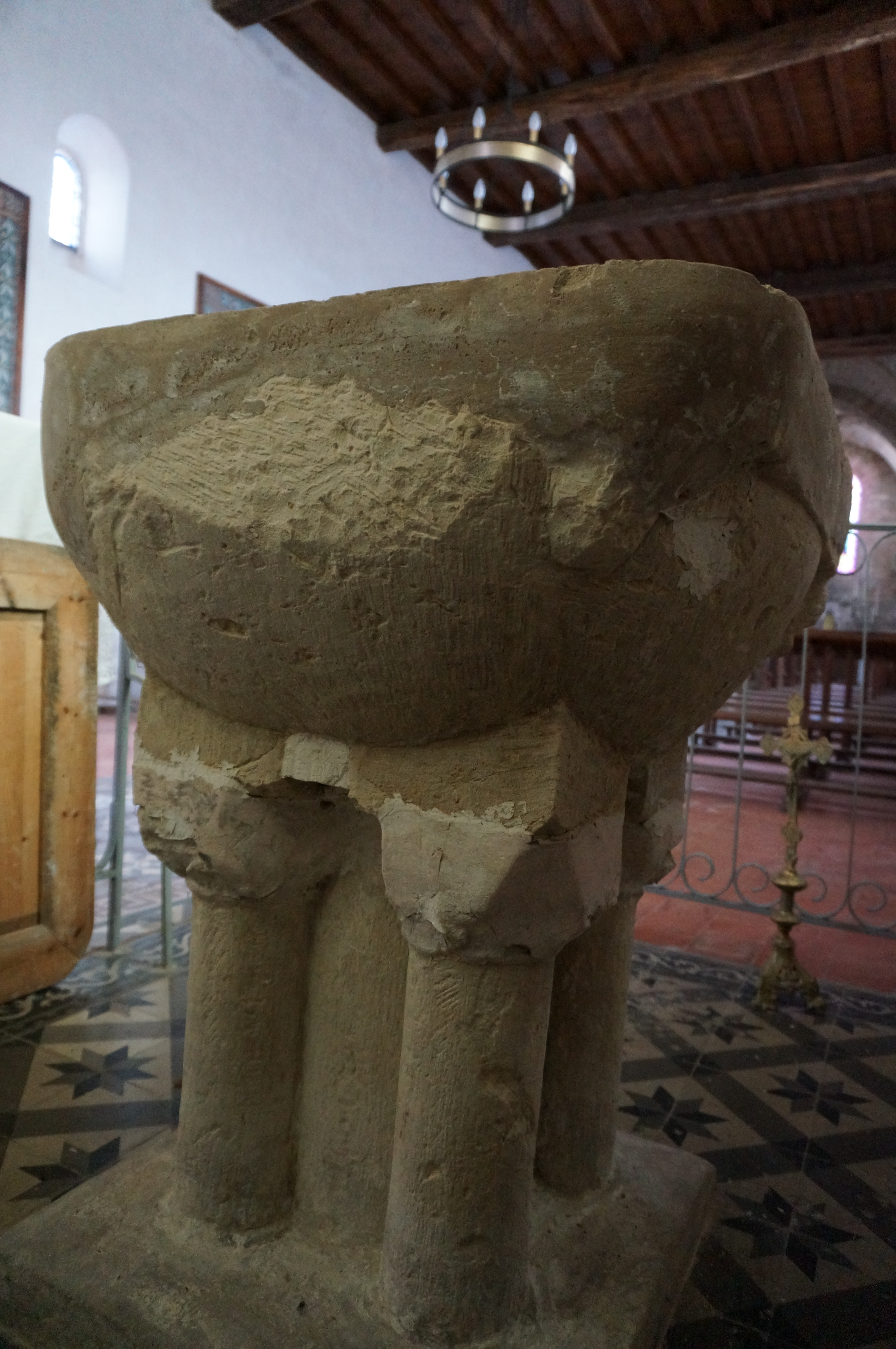
Les fonts baptismaux.
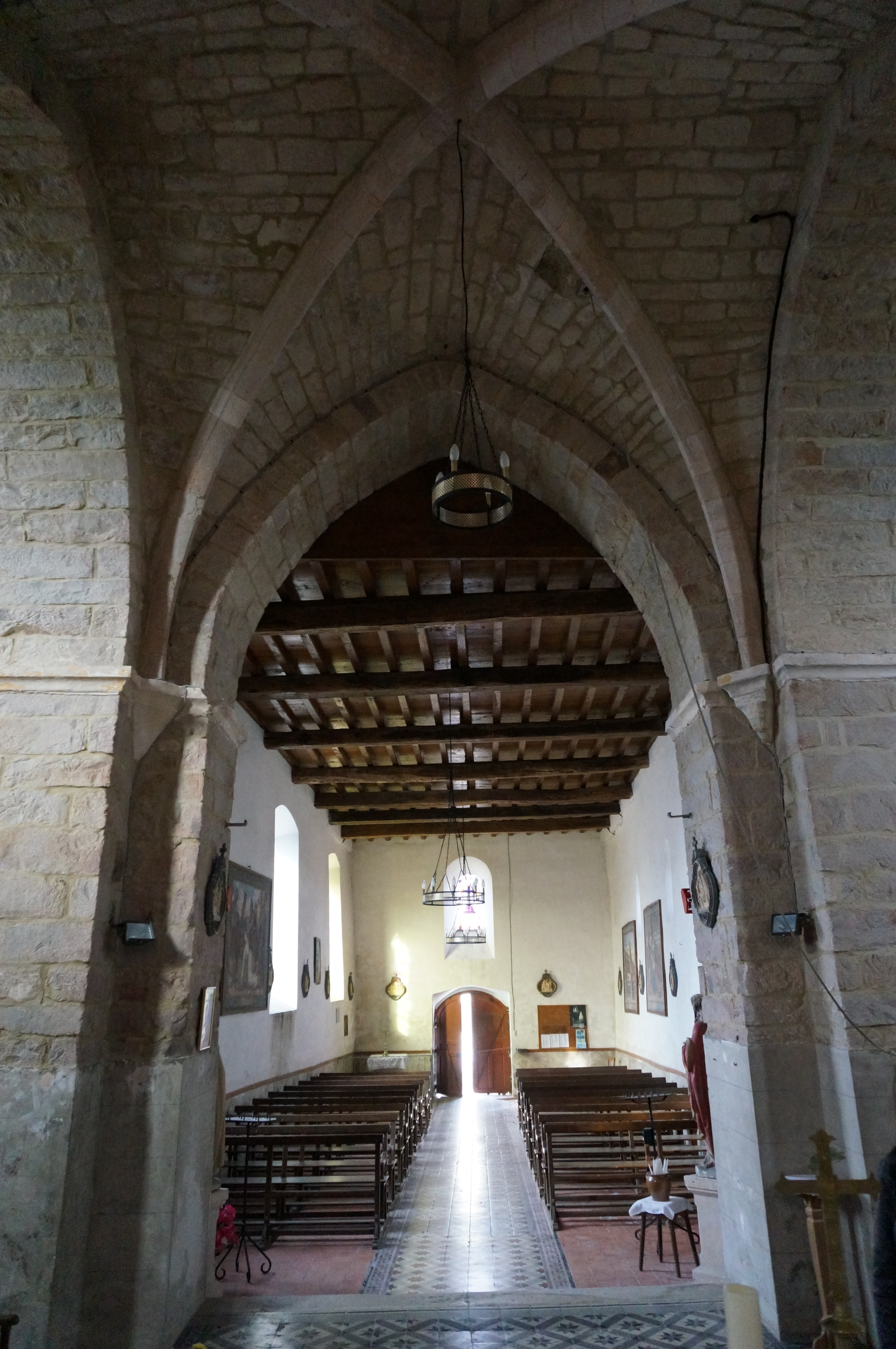
La nef.
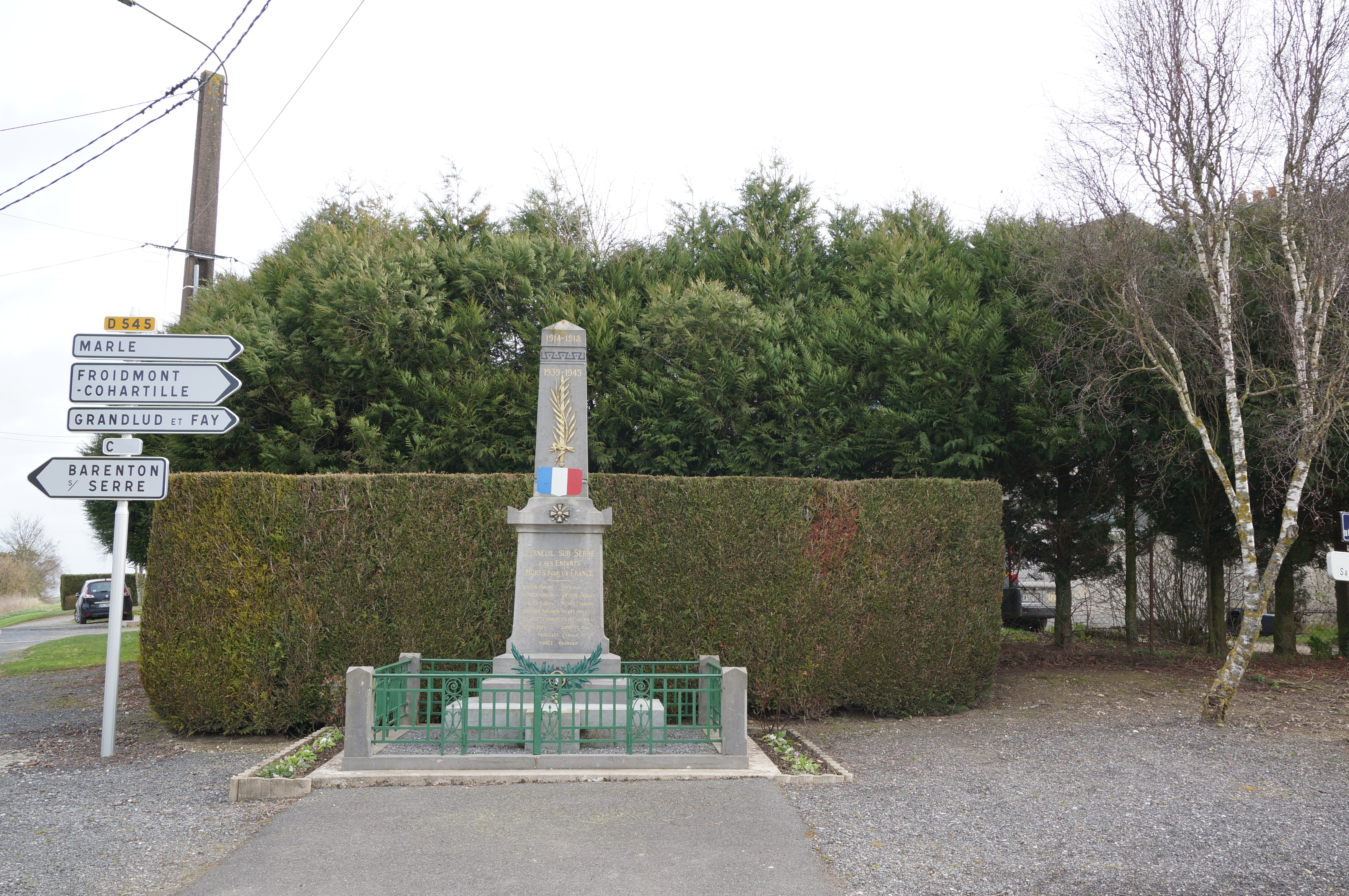
Le monument aux morts.